# José Vicente Gimeno Sendra
José Vicente Gimeno Sendra (Gandía, 3 de julio de 1949 - Campello, 22 de noviembre de 2020) fue un jurista español, profesor universitario y magistrado del Tribunal Constitucional.

## Formación académica
El 15 de julio de 1977 recibió el premio extraordinario de doctorado de la Facultad de Derecho de la Universidad de Valencia.

## Cargos
- 1979-1988 Ejerció como abogado de los Colegios de Valencia, Alicante y Madrid.
- 1982-1988 Asesor del Ministerio de Justicia.
- 1983-1988 Representante del Ministerio español de Justicia en diversos comités de expertos del Consejo de Europa.
- 1988-1998 Magistrado del Tribunal Constitucional por designación del Senado.
- 2001 -   Asesor del Ministerio de Justicia.
- 2001      Miembro de la Sección Especial de la Comisión General de Codificación para la elaboración de un Anteproyecto de LECRIM (O.M. de 15 de octubre).

Presidente del Instituto Europeo de Ciencias Jurídicas Carlos V. 
Fue catedrático de Derecho Procesal de la Universidad Nacional de Educación a Distancia y Magistrado Emérito del Tribunal Constitucional.

## Publicaciones
Cuenta con más de un centenar de publicaciones, entre otras:
- Cascajo Castro, José Luis; Gimeno Sendra, José Vicente (1988). El recurso de amparo. Tecnos. ISBN 9788430916214.
- La querella. Bosch, Casa Editorial. 1977. p. 326. ISBN 8471626861.
- Constitución y Proceso (1ª edición). Tecnos. 1988. p. 248. ISBN 978-84-309-1635-1.
- Fundamentos del Derecho Procesal (1ª edición). Civitas Ediciones SL. 1981. p. 256. ISBN 978-84-7398-143-9.
- El proceso de Habeas Corpus. Derecho penal (2ª edición). Tecnos. 1996. p. 144. ISBN 978-84-309-2934-4.

Además de la publicación, con otros autores, de manuales de las diferentes ramas del Derecho procesal y comentarios sistemáticos de la Legislación procesal. 
Es Miembro del Consejo de Redacción de numerosas Revistas: Justicia; Poder Judicial; Revista Universitaria de Derecho Procesal; Cuadernos Jurídicos; Revista Iberoamericana de Derecho Procesal; Revista de Ciencias Penales; La Ley; Revista Penal; Revista de Derecho Procesal de la UNED; Revista General de Derecho, entre otras, y miembro del Consejo de Dirección de Iustel.

## Premios
- Cruz de honor de la Orden de San Raimundo de Peñafort
- Gran cruz de la Orden de Isabel la Católica.
- Medalla de la Orden del Mérito Constitucional.[4]

## Fallecimiento
José Vicente Gimeno Sendra falleció en su domicilio de Campello (Alicante) el 22 de noviembre de 2020.